# Ледения Стив Остин
Вижте пояснителната страница за други личности с името Остин.
Ледения Стив Остин, роден Стивън Джеймс Андерсън (на английски: Stone Cold Steve Austin, Steven James Anderson), е американски професионален кечист, актьор и медийна личност.

## Биография
Остин е роден на 18 декември 1964 г. в Остин, Тексас. Неговите родители, Джеймс и Бевърли Андерсън, се развеждат, когато той е на около година. Неговата майка се мести във Виктория, Тексас, и през 1968 г. се жени за Кен Уйлямс. Остин приема фамилията на доведения си баща и по-късно легално го сменя на Стив Джеймс Уйлямс. Остин има трима братя (Скот, Кевин и Джеф) и една малка сестра (Дженифър).
Остин прекарва голяма част от детството в Една, Тексас.

## Филми
| Година | Заглавие     | Оригинално заглавие | Роля              | Бележки |
| ------ | ------------ | ------------------- | ----------------- | ------- |
| 2010   | Непобедимите | The Expendables     | Даниел „Дан“ Пейн |         |

|  | Тази страница частично или изцяло представлява превод на страницата Stone Cold Steve Austin в Уикипедия на английски. Оригиналният текст, както и този превод, са защитени от Лиценза „Криейтив Комънс – Признание – Споделяне на споделеното“, а за съдържание, създадено преди юни 2009 година – от Лиценза за свободна документация на ГНУ. Прегледайте историята на редакциите на оригиналната страница, както и на преводната страница, за да видите списъка на съавторите. ВАЖНО: Този шаблон се отнася единствено до авторските права върху съдържанието на статията. Добавянето му не отменя изискването да се посочват конкретни източници на твърденията, които да бъдат благонадеждни. |